# Осада Бадахоса (1812)
Во время осады Бадахоса (16 марта — 6 апреля 1812 года), также называемой Третьей осадой Бадахоса, англо-португальская армия под командованием генерала графа Веллингтона (позднее фельдмаршала герцога Веллингтона) осадила Бадахос, Испания и вынудила капитулировать французский гарнизон.
Эта осада была одной из самых кровавых в наполеоновских войнах, и британцы считали её победой, доставшейся дорогой ценой: около 4800 солдат союзников были убиты или ранены в течение нескольких часов интенсивных боев ближе к концу штурма. Разъярённые огромным количеством жертв, понесённых при захвате города, солдаты врывались в дома и магазины, потребляя огромное количество алкоголя; многие из них затем устроили погромы, угрожая своим офицерам и игнорируя их команды, и даже убив нескольких из них. Прошло три дня, прежде чем был восстановлен порядок, при этом от 200 до 4000 мирных жителей были убиты и ранены.

## Осада
После захвата пограничных городов Алмейда и Сьюдад-Родриго армия Веллингтона двинулась на юг к Бадахосу, чтобы захватить этот пограничный город и обеспечить линии связи с Лиссабоном, основной базой союзной армии. Гарнизон Бадахоса состоял примерно из 5000 французских солдат под командованием генерала Армана Филиппона; город имел гораздо более сильные укрепления, чем Алмейда или Сьюдад-Родриго. Имевший мощную куртину, покрытую многочисленными опорными пунктами и бастионами, Бадахос уже выдержал две безрезультатные осады и был хорошо подготовлен к третьей попытке; стены были укреплены, а некоторые участки вокруг куртины были затоплены или заминированы.

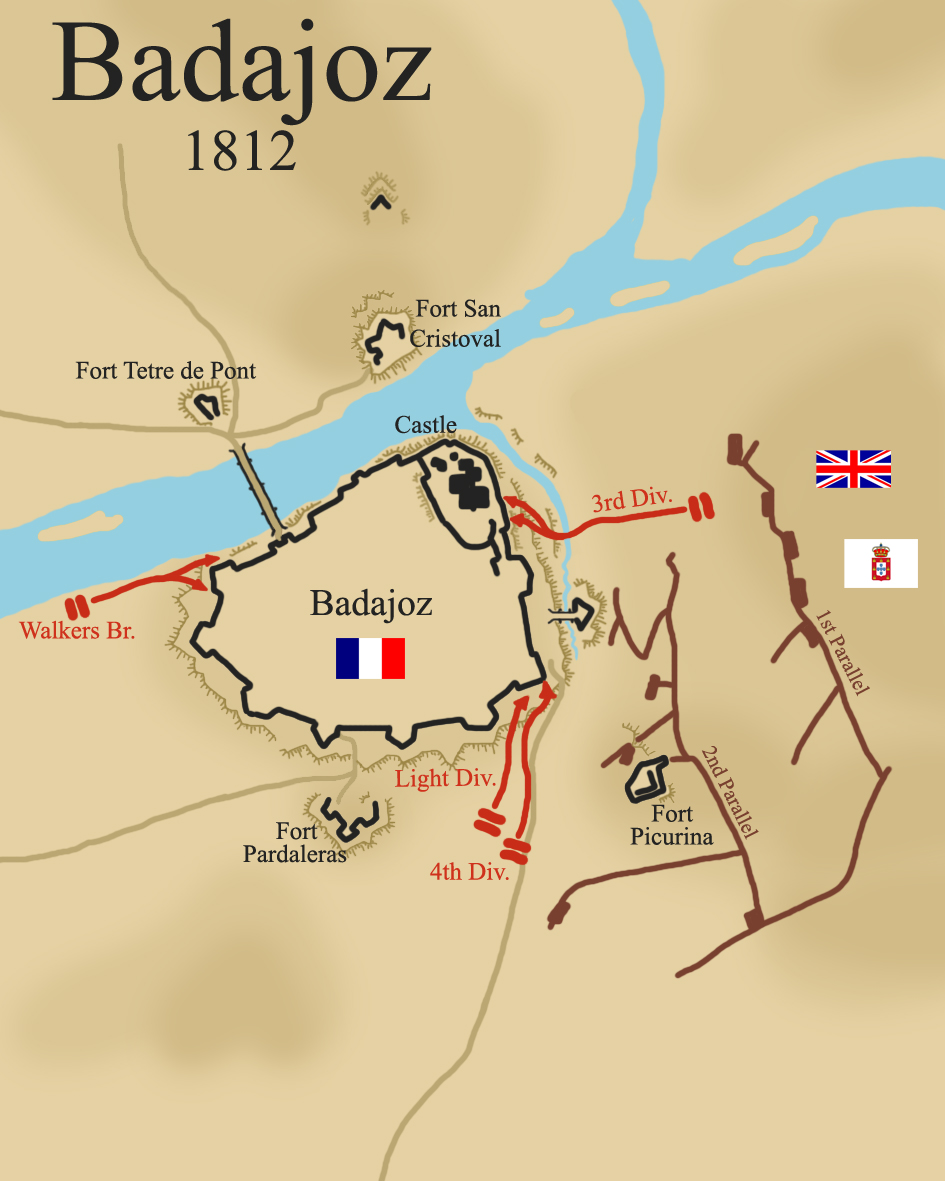
Осада Бадахоса

Союзная армия, численность которой составляла около 27 000 человек, превосходила численность французского гарнизона примерно в пять раз, и после окружения города 17 марта 1812 года начала осаду, подготавливая траншеи, окопы и земляные укрепления для защиты тяжёлой осадной артиллерии. Работа усложнялась из-за продолжительных проливных дождей, которые также сметали мосты, необходимые для доставки тяжёлых пушки и припасов:298. 19 марта французы совершили дерзкую вылазку отрядом из 1500 пехотинцев и 40 конников, которая застала врасплох рабочих; потери союзников составили 150 человек. Среди раненых был подполковник Ричард Флетчер, главный инженер :296. К 25 марта батареи начали обстрел внешнего укрепления — форта Пикурина; той же ночью 500 британских солдат из 3-й дивизии генерал-лейтенанта Томаса Пиктона штурмом захватили его. Потери были высоки — 50 убитых и 250 раненых, — но цель была достигнута :298. Французы совершили несколько рейдов, пытаясь уничтожить продвигающиеся к куртине шеренги, но все они были отбиты знаменитым британским 95-м стрелковым полком.
Захват бастиона позволил вести ещё более масштабные осадные земляные работы, и с прибытием тяжёлых 18-фунтовых и 24-фунтовых осадных орудий были установлены батареи для пролома стен. 31 марта союзники начали интенсивный обстрел городских укреплений:300. Вскоре по стенам крепости поползли трещины. 2 апреля была предпринята попытка уничтожить барьер между арками моста, вызывавший затопление местности и сильно мешавший осаждавшим. Взрыв 200 килограммов пороха был лишь частично успешен:300.
К 5 апреля в куртине были сделаны два бреши, и солдаты приготовились штурмовать Бадахос. Приказ об атаке был отложен на 24 часа, чтобы успеть сделать ещё одну брешь в стене. К союзникам начали просачиваться новости, что маршал Сульт идёт на помощь городу, и был отдан приказ начать атаку в 22:00 6 апреля.
Французский гарнизон знал о приближающемся штурме, и заминировал бреши, готовясь к неминуемой атаке.

## Штурм

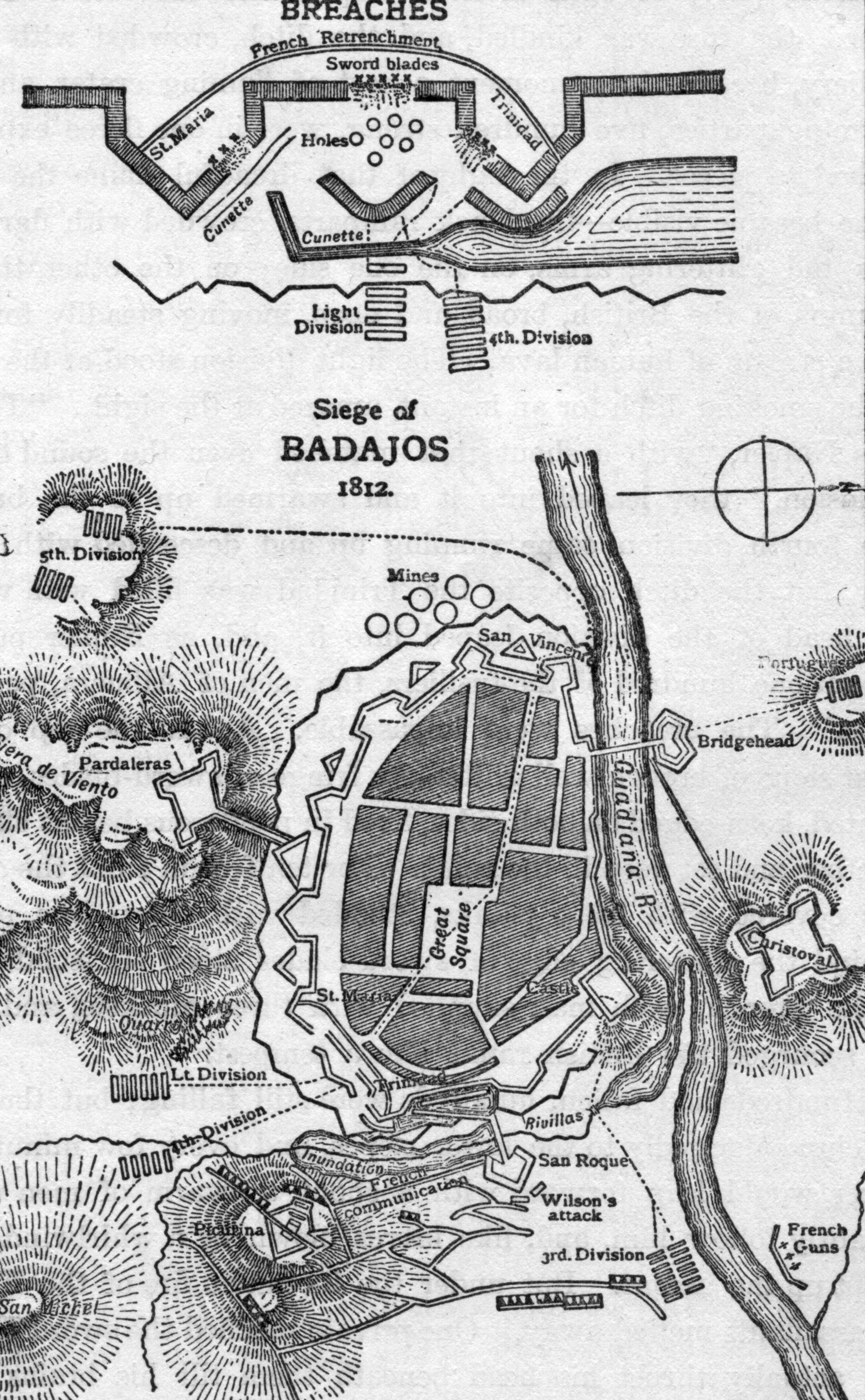
Осада Бадахос

Проделав три большие бреши в стене и зная, что маршал Сульт идёт на помощь городу, Веллингтон приказал своим полкам начать штурм. В 22:00 6-го числа войска со штурмовыми лестницами и различными инструментами двинулись вперед. Решено было провести три атаки. Две бреши атаковали отряды смертников, за которым следовали основные силы 4-й дивизии. Третью брешь атаковала Лёгкая дивизия, в то время как португальцы наносили отвлекающие удары с севера и востока, прикрывая атаку замка британскими солдатами 5-й и 3-й дивизии Пиктона из-за реки:302.
Как только передовой отряд начал атаку, французские часовые подняли тревогу. В считанные секунды валы были заполнены французскими солдатами, которые обрушили смертоносный мушкетный огонь на атакующих. Британцы и португальцы устремились к стене, встреченные шквальным мушкетным огнём, сопровождаемым гранатами, камнями, бочками пороха с грубыми фитилями и кипами горящего сена, бросаемыми французами для освещения:302.
Яростный обстрел опустошал ряды британских солдат, и вскоре брешь начала заполняться телами мёртвых и раненых, поверх которых приходилось сражаться штурмовым войскам. Вид ужасающей резни и потеря руководящих инженерных офицеров привели Лёгкую дивизию в замешательство; атаковав отдалённый равелин, который никуда не вёл, они смешались с войсками 4-й дивизии. Несмотря на продолжающуюся бойню, красномундирники в огромных количествах продолжали рваться вперёд, но их косили залпы и осколки гранат и бомб. Французы видели, что им удаётся сдержать нападение и что англичане неспособны к дальнейшему продвижению:304. За два часа сражения примерно 2000 человек были убиты или тяжело ранены возле основной бреши; также было выведено из строя множество солдат 3-й дивизии, которые устраивали диверсионную атаку.

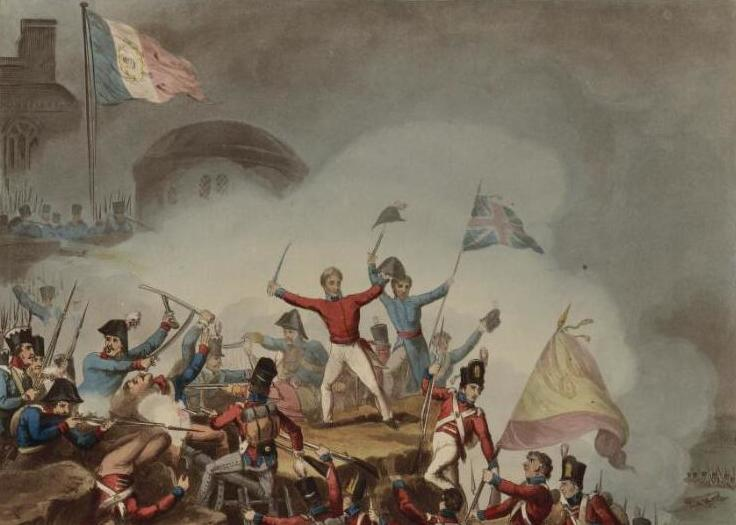
Генерал сэр Томас Пиктон штурмует замок Бадахос. 31 марта 1812 года.

3-й дивизии Пиктона удалось достичь вершины стены замка — без самого Пиктона, раненого во время подъёма по лестнице, — и они оказались в безопасности внутри замка, но так как все входы в город были заблокированы, они не могли сразу же прийти на помощь другим дивизиям:302.
Все атаки союзников были остановлены, а их потери были столь велики, что Веллингтон собирался остановить штурм, когда узнал, что солдаты заняли замок. Он приказал, чтобы ворота замка были взорваны, и чтобы 3-я дивизия поддерживала атаки на бреши с фланга:304.
5-я дивизия, которая задержалась из-за того, что их группа солдат с лестницами где-то заблудилась, теперь атаковала бастион Сан-Висенте; потеряв 600 человек, они в конечном итоге добрались до верха куртины:304. Майор лорд Фицрой Сомерсет, адъютант Веллингтона (и будущий фельдмаршал лорд Реглан), первым проник в брешь и овладел одними из ворот, прежде чем французы успели организовать их защиту, открыв проход для британских войск.
Судьба города была решена, когда 3-й и 5-й дивизиям, также пробирающимся в город, удалось объединиться. Как только они проникли вовнутрь, британские и португальские солдаты получили преимущество. Видя, что его войска больше не могут держаться, генерал Филиппон отошёл от Бадахоса в соседний равелин Сан-Кристобаля; он сдался вскоре после падения города.

## Последствия

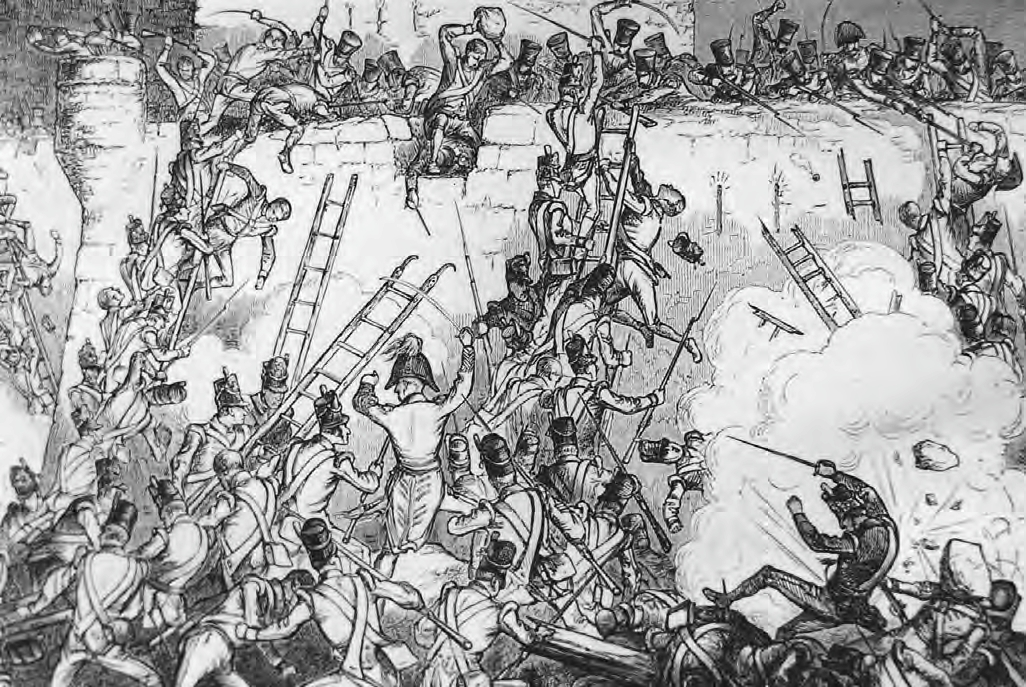
Британская пехота пытается взобраться на стены Бадахоса. Одна из ужасающих осад, случившихся во время Пиренейской войны.

Когда наконец-то наступил рассвет 7 апреля, открылась картина ужасающей резни. Тела лежали высокими кучами, а во рвах и окопах текли настоящие реки крови. Глядя на это, Веллингтон открыто плакал и горько проклинал британский парламент, предоставивший ему слишком мало ресурсов и солдат. В результате штурма и предыдущих столкновений союзники потеряли около 4800 человек. Указываются также числа в 4924 и 4760 человек. Элитная лёгкая дивизия сильно пострадала, потеряв около 40 процентов боевого состава.
После победы начались массовые грабежи и беспорядки; союзники занялись пьянством и насилием. Бессмысленный разгром Бадахоса был отмечен многими историками как особо жестокое преступление, совершенное британской армией: многие дома были взломаны, имущество уничтожено или разграблено, испанские гражданские лица всех возрастов и происхождения изнасилованы, а многие офицеры застрелены при попытке навести порядок. Капитан Роберт Блейкни писал:
Разъяренные солдаты напоминали скорее стаю адских гончих, изрыгнутых из преисподни ради уничтожения человечества, чем то, чем они были всего лишь двенадцать часов назад — хорошо организованную, смелую, дисциплинированную и послушную Британскую армию, горящую в предвкушении того, что называется славой.
Несмотря на это, некоторые историки защищали поведение британских солдат, утверждая, что, учитывая жестокость битвы, подобные последствия нельзя было предотвратить. Ян Флетчер пишет:
Давайте не будем забывать, что сотни британских солдат были убиты и искалечены во время яростных атак, и оставшиеся в живых видели, как на их глазах убивали их товарищей и братьев. Можем ли мы действительно осуждать их за ту горечь, что они чувствовали, за то, что они хотели выплеснуть на кого-то свой гнев? Штурм крепости — это не то же самое, что обычная битва, в которой жертвы ожидаемы и оправданы. Но когда солдаты идут на заранее подготовленный штурм крепости, в которой уже были сделаны бреши, они могут счесть столь огромные потери неоправданными. Учитывая огромную задачу, стоявшую перед штурмующими, лично я не могу порицать их за их гнев и желание отомстить.
С другой стороны, Майэт пишет:
Можно было бы обратиться к законам войны, которые, хотя и будучи весьма несовершенными, по крайней мере предполагают уместность капитуляции после того, как в стене появились бреши достаточного размера, на что Филипон мог бы резонно возразить, что вряд ли можно назвать «достаточными» бреши, по отношению к которым оказались безрезультатны все усилия двух лучших дивизий британской армий, даже если степень этих усилий считать соразмерной их потерям.
Через пятнадцать-восемнадцать часов Веллингтон, наконец, издал приказ о прекращении разграбления Бадахоса и восстановлении порядка к 5 часам утра следующего дня. Тем не менее, прошло примерно трое суток, прежде чем порядок был полностью восстановлен. Многие британские солдаты в качестве наказания были выпороты, и даже установили виселицу, хотя никто так и не был повешен.
Наиболее подробное исследование последствий беспорядков и грабежей, учинённых британскими войсками в Бадахосе, несомненно, опубликовано в 1983 году Эладио Мендесом Венегасом на основе данных, собранных в Епархиальном архиве Бадахоса. Исследования местных архивов показали, что в городе осталось только около 300 семей (от 1200 до 1500 человек). Документ на двух листах, составленный в то время приходским священником, который подписался как «Bances», представляет собой подробный список погибших и раненых гражданских лиц, с разбиением по улицам и приходам. Согласно ему общее число жертв могло достигать 250, возможно даже 280 человек. Это число может показаться небольшим, но оно означает, что от 20 до 30 % испанских гражданских лиц, находившихся в стенах Бадахоса, были убиты или ранены.
В письме лорду Ливерпулу, написанном на следующий день, Веллингтон признался:
Штурм Бадахоса является одним из самых ярких примеров доблестности наших войск, когда-либо проявленных. Но я очень надеюсь, что мне никогда более не придётся подвергнуть их такому испытанию, как то, что выпало на их долю прошлой ночью.
С инженерной точки зрения, требование поспешного проведения штурма, опирающегося на британский штык, а не на научные методы, несомненно привело к увеличению числа жертв, как и отсутствие обученных сапёров. Через две недели после осады была создана Королевская военная инженерная школа:310.
Осада закончилась, и Веллингтон обезопасил португальско-испанскую границу. Теперь он мог продвигаться в Испанию, где в результате он вступил в бой с маршалом Мармоном в Саламанке.

## Культурное влияние
В романе «Рота Шарпа» (1982) писателя Бернарда Корнуэлла содержится художественное описание осады; в 1994 году по роману был снят телевизионный фильм.